# Wildnispark Zürich
Koordinaten: 47° 16′ 7″ N, 8° 33′ 24″ O; CH1903: 684606 / 235903
Die Stiftung Wildnispark Zürich bietet an zwei Standorten Erlebnisse in der Natur: Im Tierpark Langenberg in Langnau am Albis und im Naturerlebnispark Sihlwald. Der Park umfasst rund zwölf Quadratkilometer und hat jährlich rund 600'000 Besucher. Per 1. Januar 2010 hat der Sihlwald als erstes Gebiet der Schweiz vom Bund das Label «Naturerlebnispark – Park von nationaler Bedeutung» erhalten.
Die «Stiftung Wildnispark Zürich» ist aus den früheren Organisationen «Naturlandschaft Sihlwald» und «Wildpark Langenberg» der Stadt Zürich entstanden.
Der Wildnispark Zürich will in der Agglomeration Zürich-Zug-Luzern der urbanen Bevölkerung Naturerlebnisse und Erholung bieten. Für Gruppen, Schulklassen oder Einzelpersonen werden Kurse, Führungen und Workshops angeboten. In der Sommersaison (Ende März bis Ende Oktober) finden (Stand 2024) im Wildnispark Zürich über 250 öffentliche Veranstaltungen statt. Im Weiler Sihlwald befindet sich das Besucherzentrum des Naturerlebnisparks Sihlwald mit Shop und Sihlwald-Ausstellung. Im Tierpark Langenberg befindet sich im Elchhaus eine Ausstellung zur Rückkehr einstmals ausgestorbenen grossen Pflanzenfresser wie Wisent, Rothirsch oder Wildschwein. 

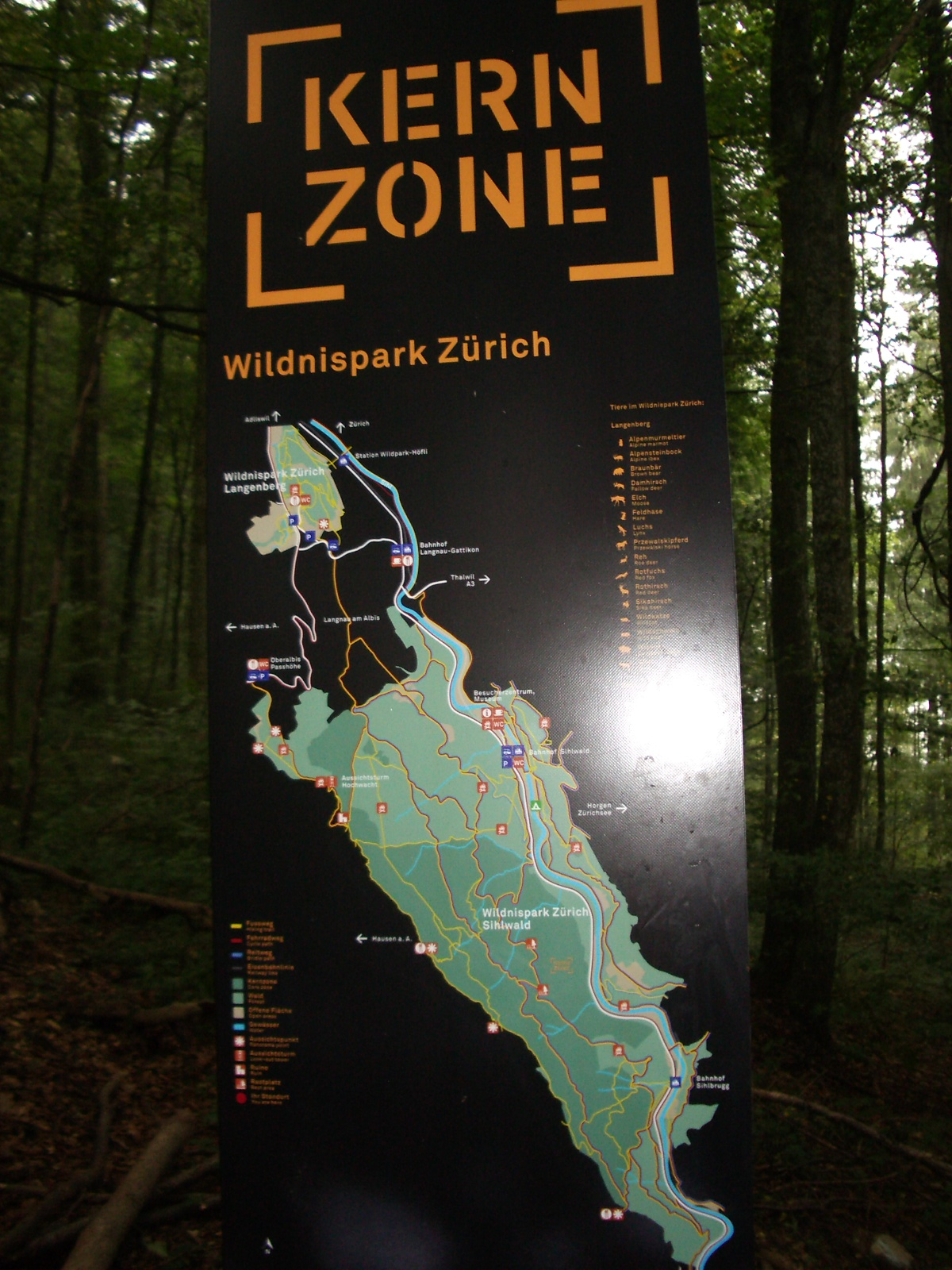
Wildnispark Zürich: Kernzone